# نبرد هگمتانه

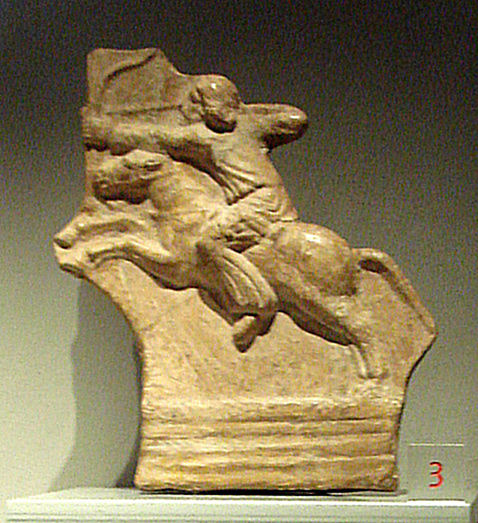
تیرانداز سواره پارتی در حال تیراندازی

نبرد هگمتانه نبردی مهم و سرنوشت ساز بین نیروهای سلوکی و اشکانی در سال ۱۲۹ پیش از میلاد بود که به پیروزی اشکانیان منجر شد. با این پیروزی حکومت یونانیان در ایران به پایان رسید

## پیش‌زمینه
آنتیوخوس هفتم برای باز پس‌گیری قدرت از دست‌رفته سلوکیان در شرق از تمام متحدهای یونانی‌اش درخواست کمک کرد و موفق به تشکیل ارتشی ۸۰٬۰۰۰ هزار نفری شده و به قلمرو اشکانی حمله‌ور شد. این حمله باعث غافلگیری دولت اشکانی گشت. آنتیوخوس توانست نیروهای مرزی ایران را در دو نبرد شکست دهد و موفق به تسخیر بخش‌هایی از شمال غربی ایران شد و نیروهایش تا اکباتان هم جلو آمدند. فرهاد دوم به آنتیوخوس پیشنهاد صلح و تعیین شرایطی برای دولت اشکانی را داد. این عمل به او زمان لازم را داد تا ارتشش (که به مراتب کوچک تراز ارتش آنتیوخوس بود) را گردهم آورد. پس از آمادگی ارتش اشکانی او تمام شرایط تعیین شده از طرف آنتیوخوس را رد کرد و به سرعت به سمت غرب رفت. در این هنگام چیزی که شرایط را برای سلوکیان سخت‌تر کرد سر رسیدن زمستان بود که آن‌ها را مجبور کرد برای تأمین آذوقه مورد نیازشان روستاها را چپاول و غارت کنند. این عمل مردم محلی را بر آنان شوراند. فرهاد از موقعیت ایجاد شده نهایت استفاده را کرد و وقتی آنتیوخوس و لشکریانش برای فرونشاندن یکی از این شورش‌ها روانه می‌شدند، به آن‌ها شبیخون زد. آنتیوخوس به همراه محافظینش در حین نبرد کشته شد و مابقی ارتشش همگی کشته و اسیر شدند.
این نبرد آخرین تلاش بزرگ سلوکیان برای احیای دوباره قدرتشان بود. همچنین این نبرد نقطه عطفی در تاریخ ایران است چرا که پایان دوره هلنیسم در ایران نیز به‌شمار می‌آید.